# Cathédrale Saint-Gerland d'Agrigente
 (septembre 2020).
Si vous disposez d'ouvrages ou d'articles de référence ou si vous connaissez des sites web de qualité traitant du thème abordé ici, merci de compléter l'article en donnant les références utiles à sa vérifiabilité et en les liant à la section « Notes et références ».
La cathédrale métropolitaine Saint-Gerland d'Agrigente (en italien :  duomo d’Agrigento, cattedrale metropolitana di San Gerlando), est une église catholique romaine d'Agrigente, en Italie. Il s'agit de la cathédrale de l'archidiocèse d'Agrigente.

## Description
Le côté de la cathédrale face à la "Via del Duomo" présente des fenêtres du XIe siècle, éléments du premier édifice construit par les Normands et correspondant au transept actuel.

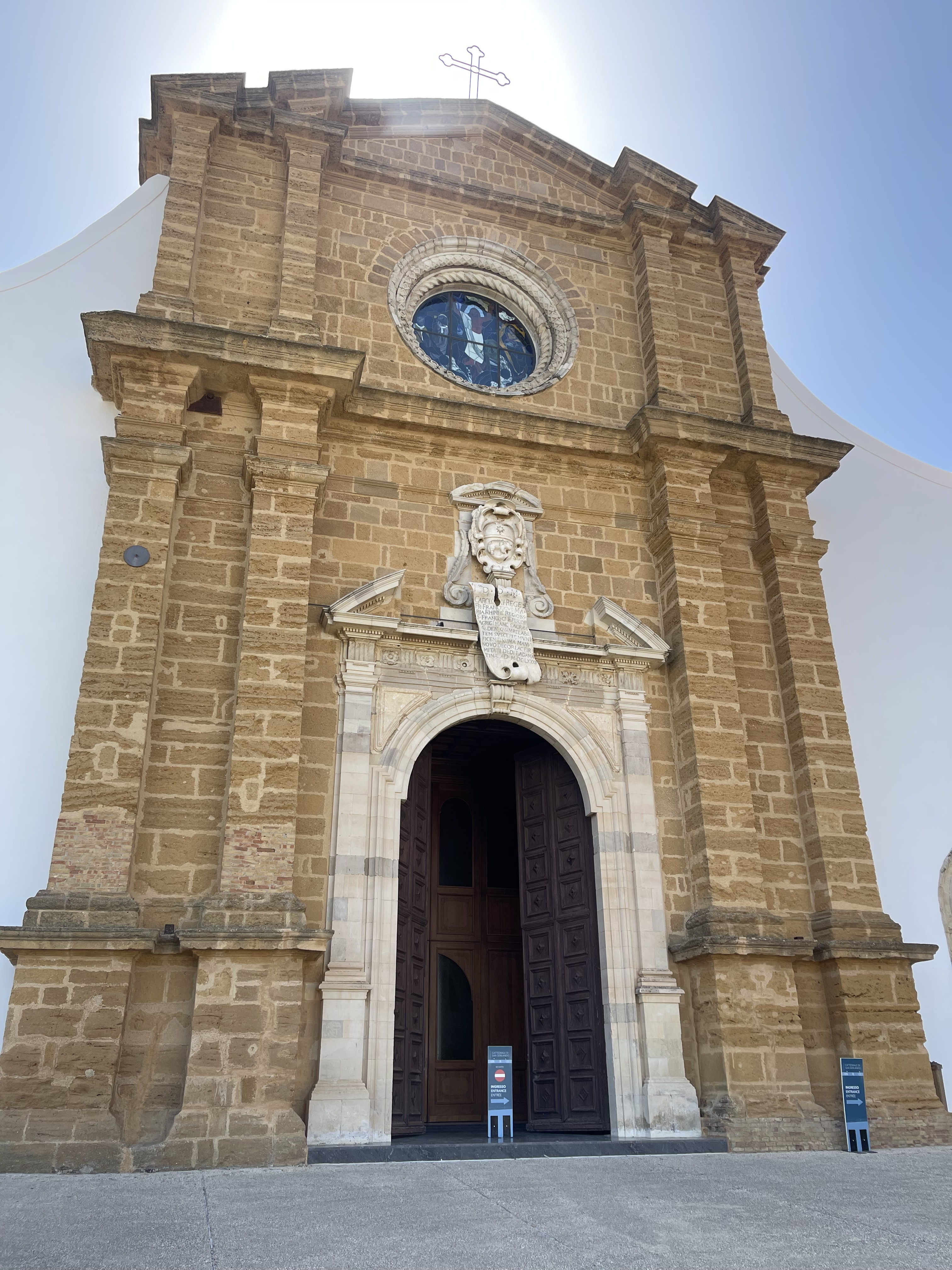
La façade.

Rebâtie aux XIIIe et XIVe siècles, la cathédrale a été transformée au XVIIe siècle, puis restaurée après son effondrement en 1996, à la suite d'un tremblement de terre. Précédée d'un vaste escalier, la façade est couronnée d'un tympan et rythmée par quatre antes proéminentes, sorte de pilastres corniers. À droite, se trouve le campanile inachevé, datant de 1470, avec, sur le côté sud, quatre fenêtres aveugles de style gothico-catalan, surmontées d'arcs en plein cintre.
À l'intérieur de la cathédrale, la nef centrale est couverte d'un plafond de bois aux poutres décorées de peintures du XVIe siècle. Au-delà de l'arc de triomphe, sur le plafond à caissons du XVIIIe siècle, trône un aigle bicéphale, emblème aragonais. L'exubérance baroque du chœur liturgique, avec ses anges et ses guirlandes dorées, contraste avec la sobriété de la nef et des bas-côtés.
Dans l'abside, on peut remarquer le grand-orgue, construit en 1933 par la Manufacture Mascioni, et comportant 49 jeux répartis sur 3 claviers et un pédalier (Opus 463).

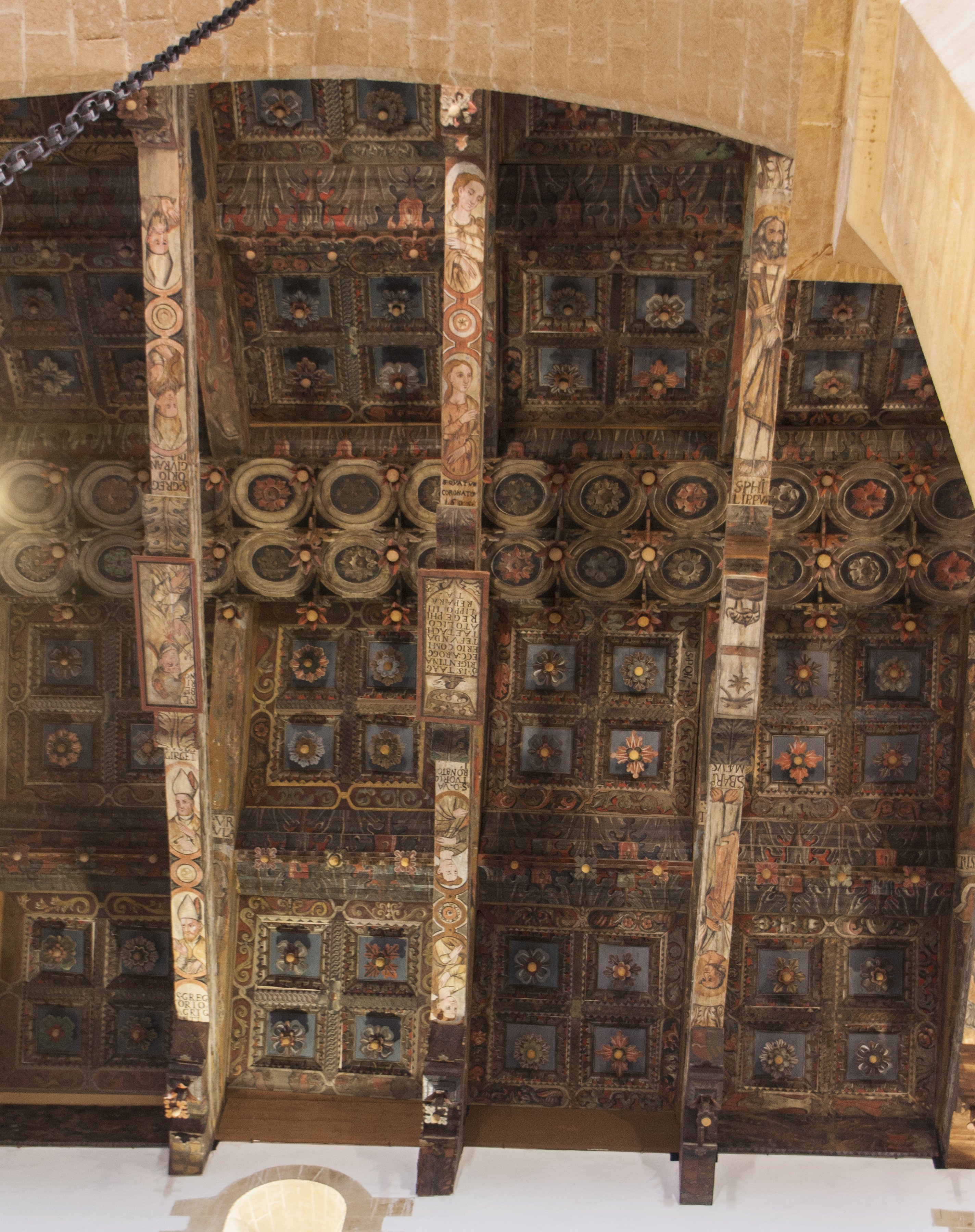
Le plafond de la nef centrale.
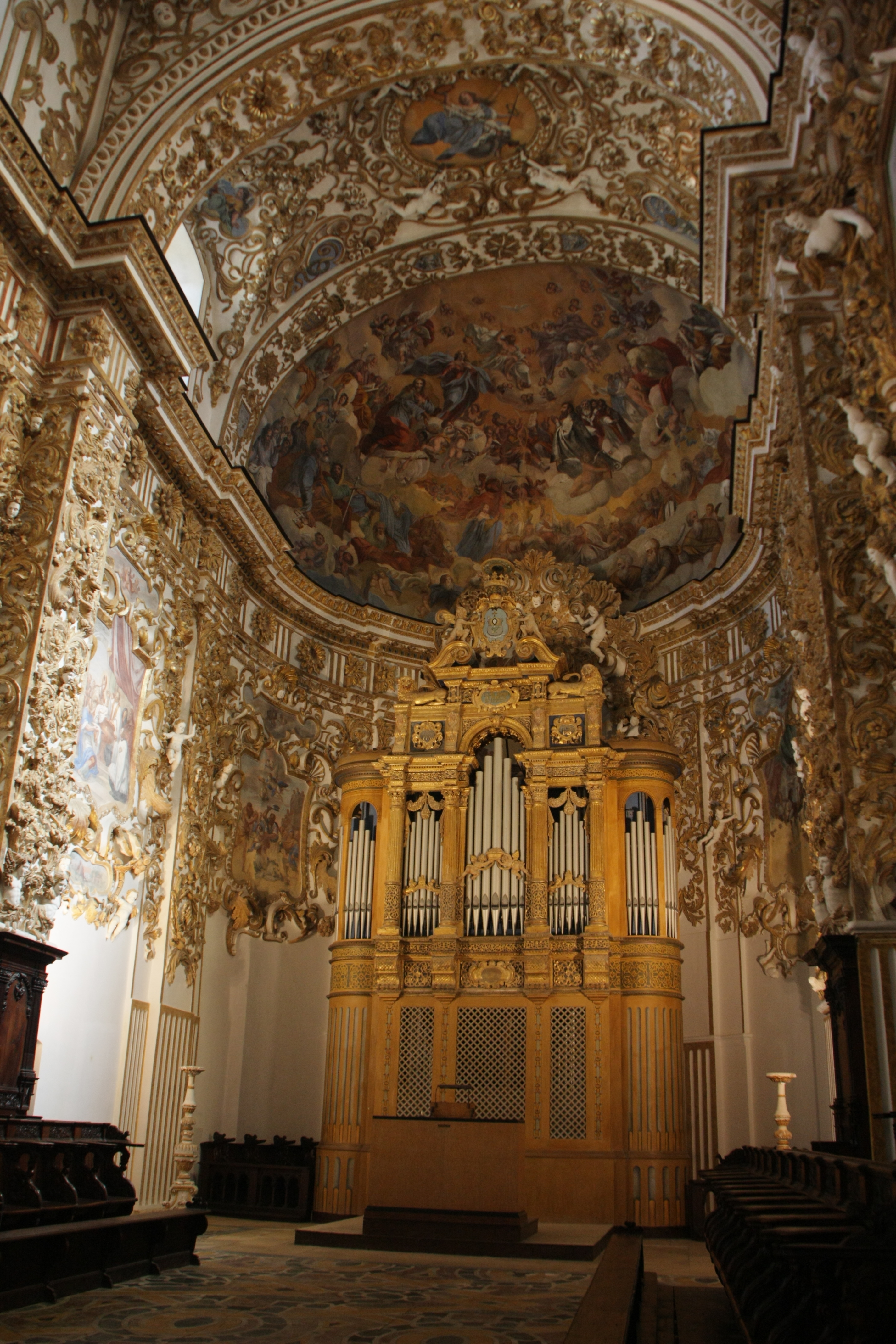
L'orgue à tuyaux au centre de l'abside

## Musée diocésain

### Historique
Depuis le début du XVIIIe siècle, la cathédrale abrite quatre sarcophages antiques. Deux sarcophages grecs étaient placés à l'entrée de l'édifice, dont l'un pour servir de bénitier ; deux sarcophages romains ont été placés dans la nef centrale, celui de Phèdre et Hippolyte a été offert par le chanoine Libertino Sciacca servant de fonts baptismaux, celui des femmes coronaires offert par le chanoine Gamez. Déplacés en 1741, les sarcophages sont placés dans la salle capitulaire de la cathédrale en 1877, à l'initiative de l'évêque Domenico Turano (it), pour créer la première collection muséale diocésaine avec des pièces médiévales disposées dans la salle dite des "Marines", chapelle funéraire de la famille de Marinis, et cinquante-six tableaux ornant les deux salles et le chœur de la cathédrale. 
À partir de la seconde moitié du XVIIIe siècle, Agrigente est inclus dans le parcours du Grand Tour de l'élite européenne, et les visiteurs admirent la cathédrale et ses sarcophages, ainsi que la bibliothèque Lucchesiana et les collections archéologiques épiscopales avant de sillonner la Vallée des Temples. Le baron Johann Hermann von Riedesel voit en 1767, « dans le lieu qui sert actuellement de fonts baptismaux, l'un des plus excellents, peut-être même le plus beau de tous les anciens bas-reliefs en marbre, que la furie du temps a épargnés ». Johann Wolfgang von Goethe en avril 1787 décrit « Cette église renferme un sarcophage d’une bonne conservation, qu’on a sauvé en le transformant en autel. Hippolyte, avec ses compagnons de chasse et ses chevaux, est arrêté par la nourrice de Phèdre, qui veut lui remettre des tablettes. L’objet principal était de représenter de beaux jeunes hommes : aussi la vieille, tout à fait petite et naine, est-elle placée parmi les autres figures comme un accessoire qui ne doit rien troubler. Je n’ai rien vu, ce me semble, de plus beau en demi-relief. Et l’ouvrage est parfaitement conservé. Je le regarde provisoirement comme un modèle de la plus gracieuse époque de l’art grec. Nous avons été ramenés à des temps plus anciens en observant un vase précieux de grande dimension et parfaitement conservé. Bien des restes de l’architecture antique se sont en outre glissés çà et là dans l’église moderne. ». Félix Bourquelot évoque de son passage dans la cathédrale en « Un éléphant en marbre blanc, et un beau sarcophage ».
Le 25 avril 1956 est inauguré le Musée diocésain d'art sacré dans des salles de la nef nord de la cathédrale, pour le 25e anniversaire de l'épiscopat de Giovanni Battista Peruzzo (it), lequel commande à l'architecte Franco Minissi d'un nouveau bâtiment pour abriter le musée diocésain qui ouvre en 1964 mais est rapidement rendu inutilisable par le glissement de terrain de 1966. Temporairement transportées au musée archéologique de la Vallée des Temples et dans l'église San Nicola, les collections se retrouvent depuis les années 1990 dans le Palais de l'Archevêque tandis que les quatre sarcophages reviennent dans la cathédrale à la fin des années 2010.

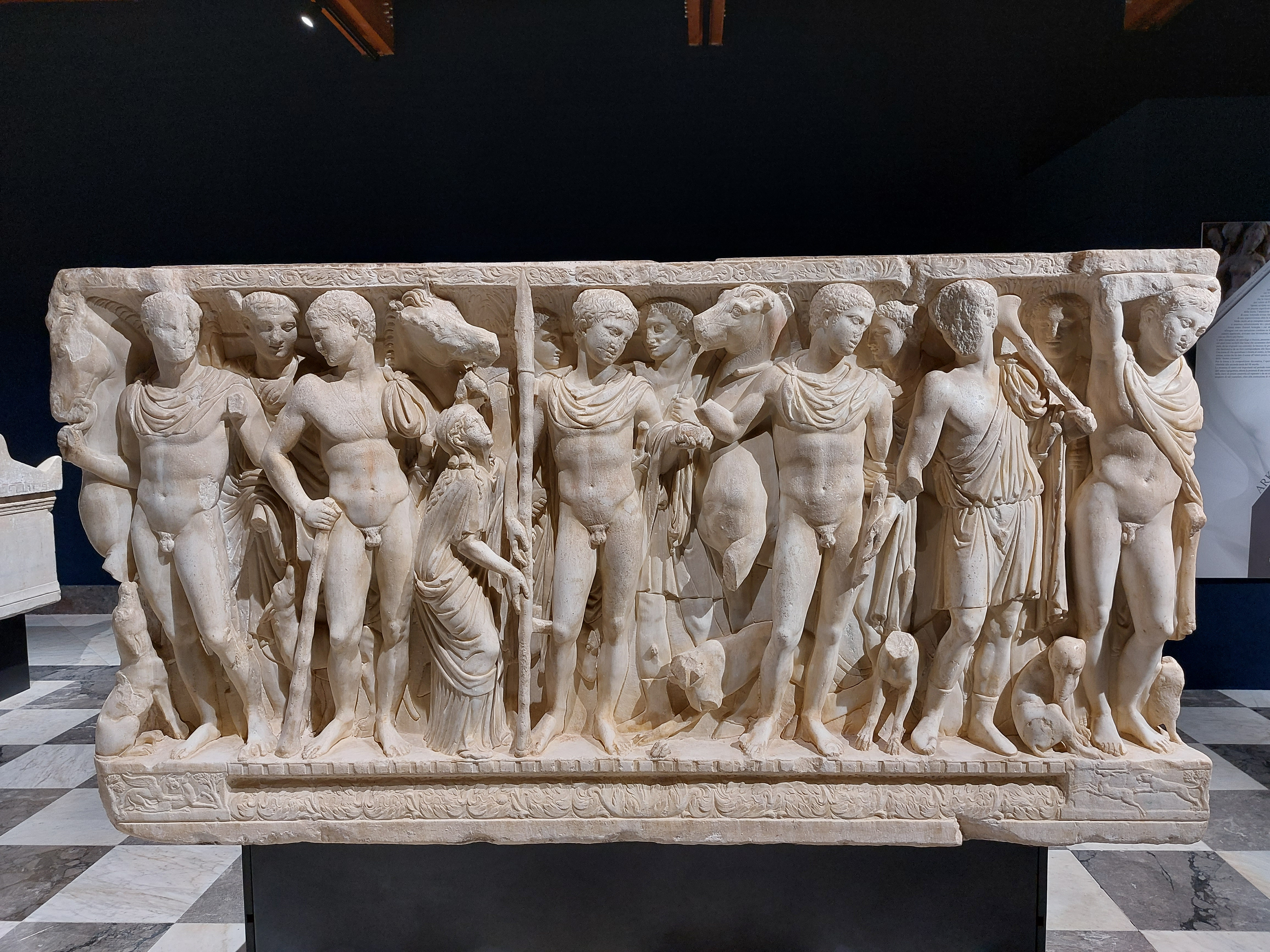
Sarcophage romain de Phèdre et Hippolyte dans la cathédrale d'Agrigente : l'annonce de l'amour de Phèdre à Hippolyte par la nourrice de celle-ci.
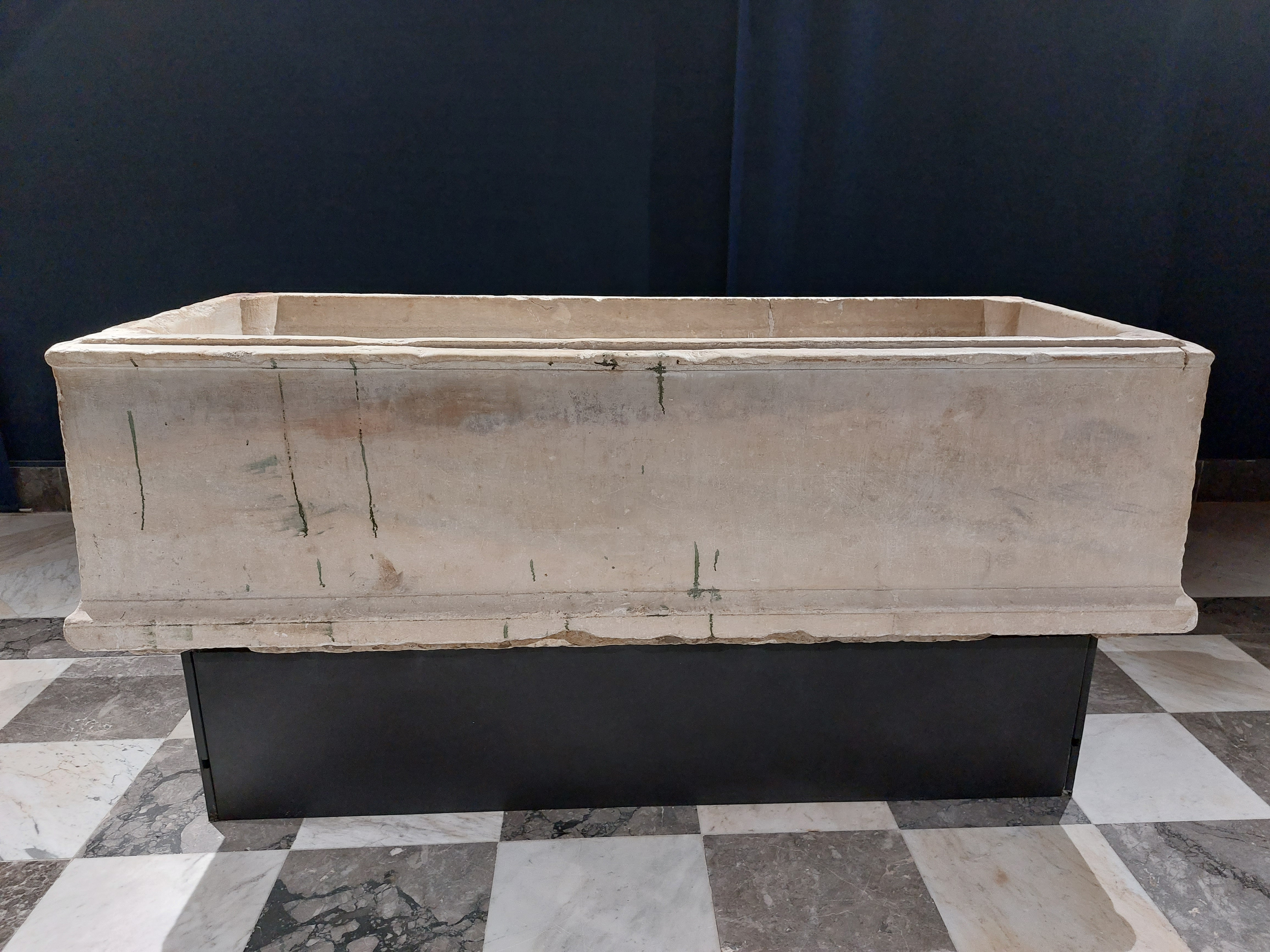
Sarcophage grec exposé dans la cathédrale d'Agrigente.
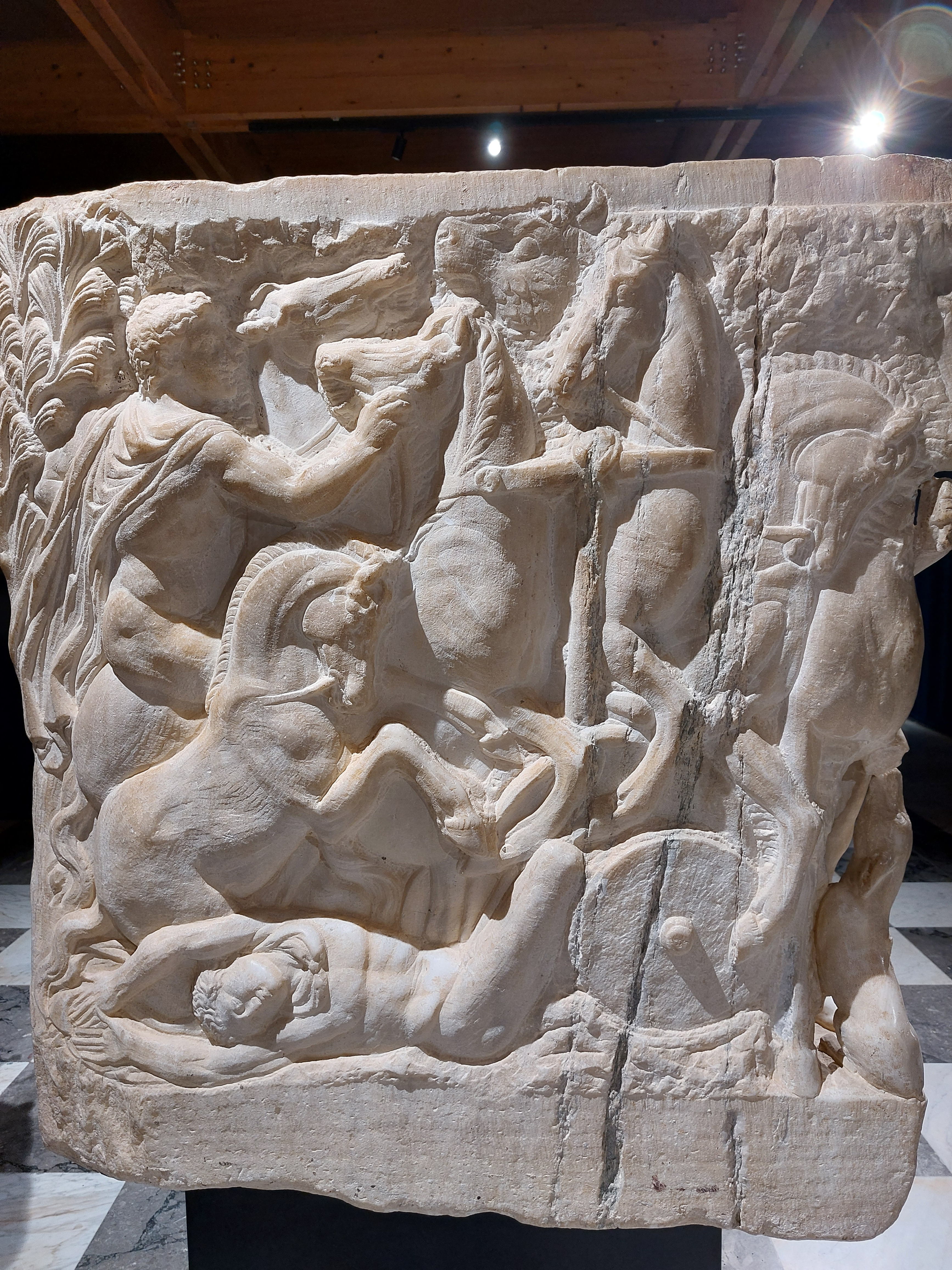
Sarcophage de Phèdre et Hippolyte, la mort d'Hippolyte.

### Description des sarcophages
- le sarcophage grec : réalisé par un atelier local dans un bloc unique de marbre blanc de Paros à la fin du Ve siècle av. J.-C., il mesure 55 cm de haut, 203 de long et 83 de large et est dépourvu de décoration[4].
- le sarcophage grec à couvercle : réalisé par un atelier local en marbre blanc de Paros à la fin du Ve siècle av. J.-C., il mesure 51 cm de haut, 203 de long et 75 cm de large. Il conserve des traces de décors picturaux polychromes. Son couvercle mesure 27 cm d'épaisseur, 210 cm de long et 80 cm de large[4].
- le sarcophage romain dit des femmes coronaires : réalisé en marbre blanc au IIIe siècle par un atelier romain, il mesure 50 cm de haut, 143 cm de long et 45 cm de large. Sur la face avant, un bouclier (clipeus) représente le défunt avec un rouleau dans la main gauche. Soutenant le bouclier, deux personnages masculins ailés accompagnés de deux autres semblables, portent des paniers débordants de fruits et personnifieraient les quatre saisons. Au dessous, un scène de la vie quotidienne représente deux femmes confectionnant, sous un arbre, des couronnes tressées. Sur les côtés curvilignes, deux lions de profil attaquent des chevaux. La cuve serait originellement une cuve servant à fouler le raisin, dont le jus sortait d'un trou au niveau des gueules des lions[4].

- le sarcophage romain dit de Phèdre et Hippolyte : réalisé en marbre blanc avec des veines bleutés par un atelier attique au IIIe siècle, il mesure 118 cm de haut, 225 cm de long et 111 cm de large. Le décor sculpté figure le mythe d'Hippolyte, fils de Thésée, accusé par sa belle-mère Phèdre d'avoir abusé d'elle après qu'il l'a rejeté. A la supplique de Thésée, Poséidon fait apparaître un taureau qui effraie les chevaux du quadrige d'Hippolyte qui tombe mortellement sous leurs sabots. L'arrière représente Hippolyte chassant le sanglier avec ses compagnons. Sur le côté droit, Phèdre est assise, visée par une flèche décochée par Éros. Sur la face principale, Hippolyte rejette les avances de sa belle-mère annoncées par la vieille nourrice de celle-ci. Sur le côté droit, Hippolyte est écrasé par ses chevaux, effrayés par un taureau envoyé par Poséidon[4].